# Карлипа
Карлипа́ (фр. Carlipa) — коммуна во Франции, находится в регионе Лангедок — Руссильон. Департамент коммуны — Од. Входит в состав кантона Северный Кастельнодари. Округ коммуны — Каркасон.
Код INSEE коммуны — 11070.

## Население
Население коммуны на 2008 год составляло 311 человек.
| 1962 | 1968 | 1975 | 1982 | 1990 | 1999 | 2008 |
| ---- | ---- | ---- | ---- | ---- | ---- | ---- |
| 291  | 302  | 251  | 208  | 216  | 250  | 311  |

## Экономика
В 2007 году среди 169 человек в трудоспособном возрасте (15—64 лет) 127 были экономически активными, 42 — неактивными (показатель активности — 75,1 %, в 1999 году было 74,8 %). Из 127 активных работали 100 человек (56 мужчин и 44 женщины), безработных было 27 (14 мужчин и 13 женщин). Среди 42 неактивных 14 человек были учениками или студентами, 7 — пенсионерами, 21 были неактивными по другим причинам.